# 福山市立走島小学校
福山市立走島小学校（ふくやましりつ はしりじましょうがっこう）はかつて広島県福山市走島町にあった男女共学の公立小学校。

## 沿革
- 1877年 - 走島村小学校創立。
- 1891年 - 燧洋尋常小学校と改称。
- 1924年 - 走島村字道閑47、48番地に校舎新築。
- 1933年 - 燧洋尋常高等小学校と改称。
- 1941年 - 走島国民学校と改称
- 1946年 - 走島の東南の瀬戸内海に浮かぶ宇治島に分校（走島国民学校宇治島分校）が設置される
- 1947年4月1日 - 新学制施行により鞆町立走島小学校と改称。
- 1956年9月30日 - 沼隈郡鞆町が福山市に編入されたことに伴い福山市立走島小学校と改称し、併せて所在地表示も変更される（沼隈郡鞆町走島→福山市走島町）。
- 1962年3月31日 - 人口減少により福山市立走島小学校宇治島分校が廃止される。
- 2014年（平成26年）10月 - 生徒数減少により市立走島幼稚園の閉園、市立走島小学校と市立走島中学校の閉校が決まる。
- 2015年（平成27年）3月20日 - 最後の卒業式が挙行され、1人の児童が卒業する。
- 2015年（平成27年）3月22日 - 閉校式が挙行される。

## 校名の由来
- 走島にあることから。

## 概要
- 福山市内39の市立小学校（小学校単独のもののみ）では唯一離島に存在する小学校である。
- 学区は福山市走島町、すなわち走島だけで構成されている。

## 学区
- 特別の事情がない限り福山市立走島中学校へ児童全員が進学することになっている（学区は同一）。

## 学区の地理

### 主要施設
- 福山市役所鞆支所走島分所
- 福山西警察署走島駐在所
- 走島簡易郵便局

### 名所・旧跡・観光地
- 唐船天女浜海水浴場
- 宇治島…戦後の一時期有人島だったが1963年頃無人島になった。現在は昔福山城跡天守北側で飼われていたシカやクジャクが移され、野生化している。普段はこの島に渡る手段はない。

※釣りや海水浴といった海に関するレジャーで来島する人はいるが定期船の少なさなどからその数はあまり多くない。但し、島内には民宿が何軒かある。

### 自然景観
- 瀬戸内海（燧灘ともいう）

### 教育機関（幼稚園、中学校以上）
- 福山市立走島幼稚園
- 福山市立走島中学校

## アクセス
- JR山陽新幹線・山陽本線・福塩線福山駅からだとトモテツバス→走島汽船の定期船で行くことになる。ただし、トモテツバスの終点である鞆港バス停までは本数は多いが、走島汽船の定期船は一日5往復しかない。また、島内への自動車の乗り入れは不可能である。

## 備考
- 2006年3月1日以降の福山市域では福山市立内海小学校（旧：内海町立内海小学校）も離島（田島）にある小学校であった（1973年4月1日～1989年10月3日。内海大橋開通〔1989年10月4日〕により解消）。